# Adriana Lima
Adriana Lima (Salvador da Bahia, 1981) és una model internacional brasilera de fotografia, passarel·la, spots publicitaris i un dels rostres de Victoria's Secret. Té ascendència africana, ameríndia i suïssa.

## Família i infantesa
Nascuda el 12 de juny de 1981 a Salvador da Bahia, Brasil; és filla de Nelson Torres i Maria da Graça Lima.
Quan ella tenia 6 mesos, el seu pare va abandonar-les, a ella i la seva mare. Des d'aleshores havia estat distanciada d'ell. Tot i això, recentment, ella ha provat diverses vegades de reconciliar-se amb el seu pare.

## Carrera de model
Adriana Lima va ser descoberta quan tenia 13 anys mentre comprava en un centre comercial. Quan tenia 15 anys, va participar i va acabar primer al "Brazil's Ford Supermodel of the World Search". Conseqüentment, el 1996 va participar en el concurs de bellesa Ford Supermodel of the World i va quedar segona. Tres anys després, anà a viure a la ciutat de Nova York, i va signar amb l'agència de models Elite Model Management. La demanda del seu book va créixer de manera exponencial, i va aparèixer, entre d'altres, a les edicions internacionals de revistes com Vogue o Marie Claire. El seu èxit va arribar també a les pasarel·les on va desfilar per coneguts dissenyadors comVera Wang, Christian Lacroix, Emanuel Ungaro, Giorgio Armani, Fendi, Ralph Lauren, Valentino, entre d'altres. Després es va convertir en la imatge de GUESS? apareixent a la campanya GUESS?' Fall 2000. També va aparèixer al catàleg 'A second decade of Guess? Images'.
El 2001, va aparèixer en el curt de BMW anomenat The Follow amb els actors Mickey Rourke, Clive Owen, i Forest Whitaker. El curt fou dirigit pel director de Hong Kong de renom internacional Wong Kar-Wai.
Adriana Lima ha seguit fent gran la seva carrera participant en anuncis de Maybelline, bebe, Mossimo, BCBG i sortint en les portades de les revistes de moda més famoses comHarper's Bazaar, ELLE, Vogue, GQ, per anomenar-ne algunes. La GQ d'Abril de 2006, on apareixia ella a la portada va ser la més venuda de l'any. Altres treballs destacables són la seva aparició al famós Pirelli Calendar 2005 i que fos la imatge corporativa de l'empresa telefònica més important d'Italia, la Telecom Italia Mobile. A Itàlia se la va començar a conèixer com la "Catherin Zeta-Jones d'Itàlia"."
Segurament per la feina per la qual és coneguda és per la feina feta vestint Victoria's Secret. Va fer la seva primer aparició per la marca en el Victoria's Secret Fashion Show de 1999 i des d'aleshores que ha aparegut en tots els certamens de la firma. Cal destacar la pasarel·la de 2003, ella fou la primera a desfilar. Ha aparegut diverses vegades en anuncis televisius de la firma, però el més memorable fou el que apareixia acompanyada de la llegenda musical Bob Dylan l'any 2003 al Victoria's Secret Angel de Venècia. Aquest anunci va rebre tantes lloances com crítiques. She is currently a contract 'Angel' and spokesperson for the brand.
També és molt important la seva carrera com a imatge de la firma Maybelline New York. És la quarta Supermodel més ben pagada, fins a 2007.

## Vida personal
La model brasilera parla fluidament el portuguès, el castellà i l'anglès. Diu que d'adolescent era molt tímida amb els nois i que encara ara ho és un xic. El seu primer petó amb un noi se'l feu quan tenia 17 anys. En una entrevista que aparegué a la GQ d'abril de 2006, Lima diu que és verge. "El sexe és per a després del matrimoni", ...(els nois)han de respectar-ho, és la meva decisió. Si no em respecten, vol dir que no m'estimen". Adriana Lima es considera catòlica i és poc pàrtidària de trencar els dogmes de la seva religió.
Se l'ha associat en relacions amb famosos com l'estrella dels New York Yankees, Derek Jeter i el Príncep Wenzeslau de Liechtenstein.

## Adriana Lima als mitjans de comunicació
Des del seu salt a la fama, és habitualment citada com la persona mes "sexy" del món. Queda 7a en el ranking "FHM 100 Sexiest Women 2007" dels Estats Units i el maig de 2007 fou triada com la "People Magazine's annual 100 Most Beautiful People in the World". El 13 de juny de 2007, fou premiada com a "Hottest Girl on the Planet" als primersSpike TV Guys' Choice Awards però el premi no fou entregat durant la gala. També fou votada com a número 53 al "Maxim Hot 100". El 2005 fou votada com la Dona Més Desitjable pels visitants del web Askmen.com (més tard ha quedat 4a el 2006 i el 2007).

## Caritat
Adriana Lima participa en obres de caritat com l'orfenat Caminhos da Luz (Camins de Llum), del seu poble natal. Ajuda aportant capital per tal d'ampliar i millorar l'orfenat i comprant roba per als nens pobres del seu poble.